# Temelucha tobiasi
Temelucha tobiasi är en stekelart som beskrevs av Narolsky 2004. Temelucha tobiasi ingår i släktet Temelucha och familjen brokparasitsteklar. Inga underarter finns listade i Catalogue of Life.